# Mesodontrachia cockburnensis
Mesodontrachia cockburnensis är en snäckart som beskrevs av Alan Solem 1988. Mesodontrachia cockburnensis ingår i släktet Mesodontrachia och familjen Camaenidae. Inga underarter finns listade i Catalogue of Life.